# Képzőművészeti és Formatervezési Egyetem
A kolozsvári Képzőművészeti és Formatervezési Egyetem (románul: Universitatea de Artă și Design, UAD) a város művészeti felsőoktatási intézménye.

## Története
A román tannyelvű Képzőművészeti Főiskolát 1925. november 15-én alapították. Az oktatás 1926-ban kezdődött meg, festészet és szobrászat szakon. A tanintézet 1933-ban Temesvárra költözött át. 1941-ben középiskolává minősítették. 
A diákok létszáma a kezdeti 67-ről pár év alatt száz feletti lett. 1935-37 között évente mintegy ötvenen tanultak az intézményben; a hallgatók közel fele nő volt.
1950 novemberében hozták létre kéttannyelvű (román és magyar) Ion Andreescu Képzőművészeti Intézetet. 1956. október 24-én az intézet diákszövetsége közgyűlést tartott, ahol a magyarországi események hatása alatt követeléseket fogalmaztak meg; a szervezőket másnap letartóztatták. 
1990-ben az intézet neve Ion Andreescu Vizuális Művészeti Akadémia lett, majd 2001 óta jelenlegi nevén működik.

## Jelene
A hagyományos festészet, grafika, szobrászat, kerámia-üveg-fém, textilművészet szakok mellett az utóbbi években megjelentek a fotó- videó- és számítógépes képfeldolgozás, falfestmények megőrzése és restaurálása szakok is. Az egyetem szervezete a következő:
- Képzőművészeti Kar
  - Festészet és falfestészet szak
  - Konzerválás és restaurálás szak
  - Szobrászat szak
  - Grafika szak
  - Képző- és díszítőművészetek pedagógiája szak
  - Fotó-, videó és számítógépes képfeldolgozás szak

- Díszítőművészetek és Design Kar
  - Kerámia-üveg-fém szak
  - Textilművészet szak
  - Design szak
  - Elméleti tanszékek

A Mátyás király szülőházában található könyvtár több mint 50 000 művészeti és művészettörténeti tárgyú kötettel rendelkezik. Egyedi értéket képvisel a Constantin Brâncuși alkotásait ábrázoló fényképsorozat, amelyet maga a szobrász készített. 

## Híres tanárok és diákok
Abodi Nagy Béla, Andrásy Zoltán, Bene József, Borghida István, Aurel Ciupe, Maria Ciupe, id. Cseh Gusztáv, ifj. Cseh Gusztáv, Feszt László, Milan Alexandru Florian, Virgil Fulicea, Teodor Harsina, Jakab Ilona, Jánossy D. László, Kádár Tibor, Kádár Zoltán, Kasza Imre, Francis Kish (született Kiss Francisc), Kákonyi Csilla, Korodi Jenő, Kós András, Kovács Zoltán,  Anton Lazar, Romulus Ladea, Makó András, Viorica Guy Marica, Maszelka János, Mérey András, Miklósy Gábor, Mátyás József, Mohy Sándor, Molnár Zoltán, Mózes-Finta Edit, Nagy Géza, Nagy Stoica Georgeta, Nemes László, Nyilas Márta, Palotás Dezső, Plugor Sándor, Rusz Lívia, Simon Györgyi, Suba László, Sükösd Ferenc, Virgil Salvanu, Szécsi András, Székely Géza, Szervátiusz Tibor, Vetró Artúr, Walter Frigyes, Tamás Klára, Tóth László, Varga Luigi István, Venczel János, Zsögödi Nagy Imre.

## Képek

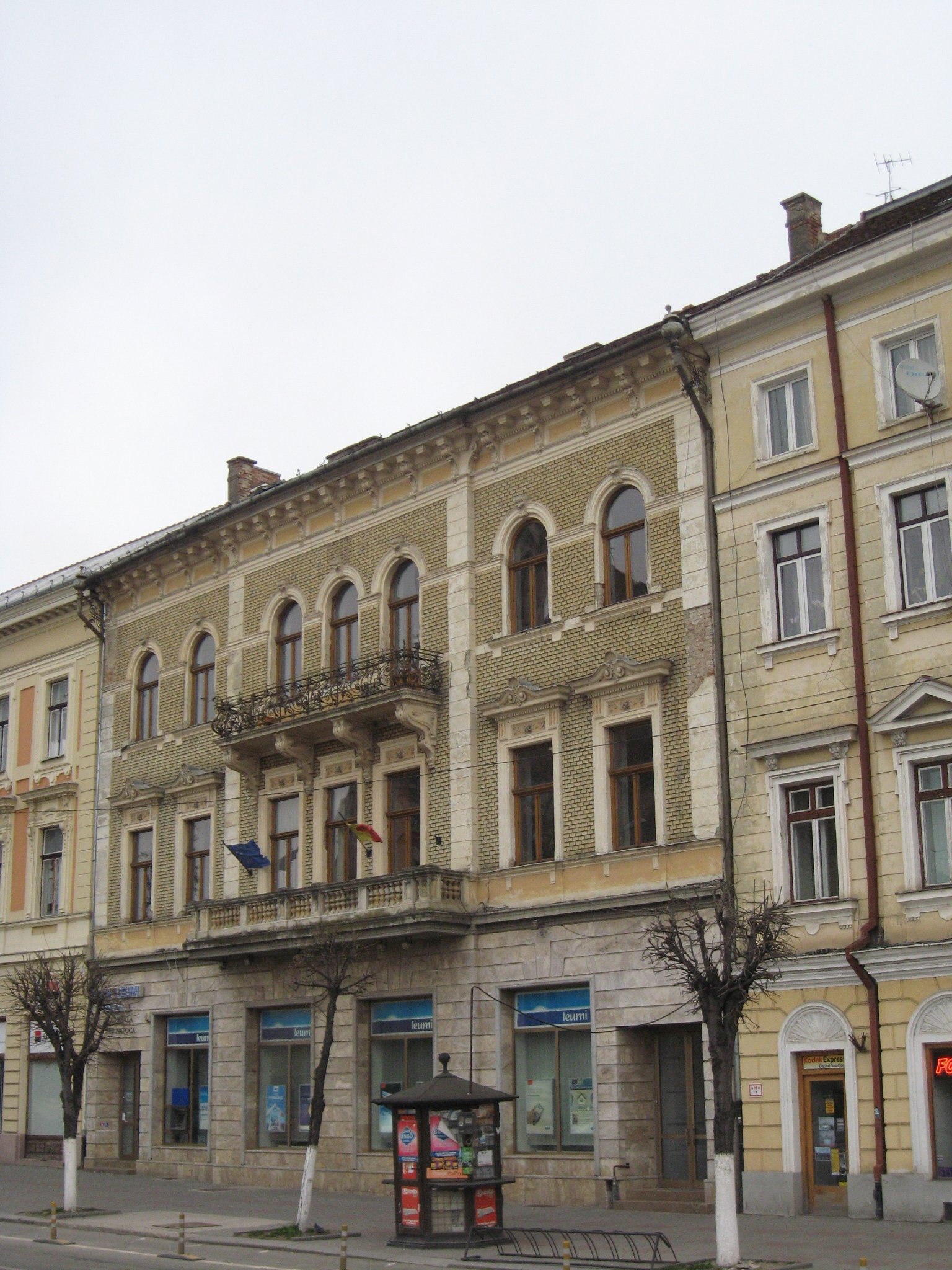
A Wolphard–Kakas-ház, az egyetem fő épülete
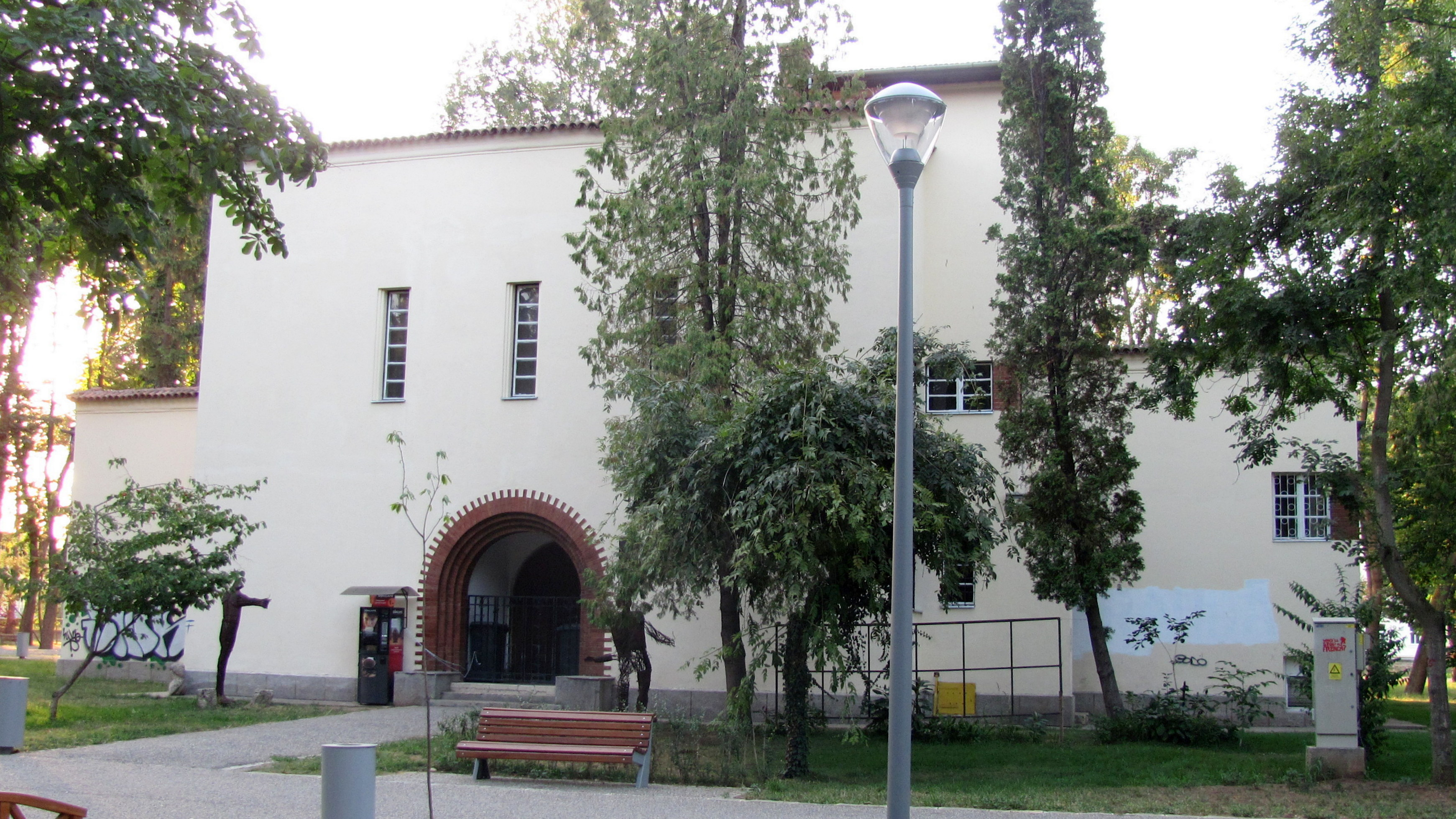
Az egyetem egyik épülete a Sétatéren
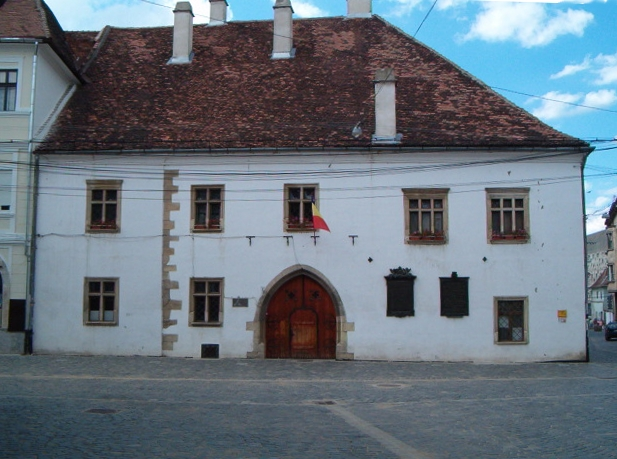
Mátyás király szülőháza is az Egyetemhez tartozik: könyvtár és kiállítóhely